# Sargus opulentus
Sargus opulentus är en tvåvingeart som beskrevs av Walker 1854. Sargus opulentus ingår i släktet Sargus och familjen vapenflugor. Inga underarter finns listade i Catalogue of Life.